# Lordul din Alexanderplatz
Lordul din Alexanderplatz (titlul original: în germană Ein Lord am Alexanderplatz) este un film de comedie est-german, realizat în 1967 de regizorul Günter Reisch, protagoniști fiind actorii Erwin Geschonneck, Angelica Domröse, Monika Gabriel și Armin Mueller-Stahl.

## Rezumat
Ewald Honig este un escroc de căsătorie de școală veche, galant și fermecător, a furat banii de la femeile înstărite toată viața. Acum „occidentalul” vrea să se retragă împreună cu fiica sa Ina în Berlinul de Est. Cum așchia nu sare departe de trunchi, ea luându-se după tatăl ei, își câștigă existența furând bărbați în vârstă.
Ewald nu este entuziasmat de această „carieră” și încearcă să strice afacerea fiicei sale salvând căsătoriile victimelor ei. În același timp, fermecătorul Ewald este din nou tentat de doamne elegante care manifestă un mare interes față de el. De parcă nu ar fi suficiente griji, apar detectivul maghiar Johanna și psihologul de poliție Dr. Engelhardt la Berlin, în timp ce Johanna îl caută pe Ewald, Engelhardt o urmărește pe Ina. Printr-un lanț de coincidențe, Engelhardt crede că a sa „colegă” Johanna este cea pe care o caută astfel jocul ia un curs turbulent al unui comic de situație hazliu.

## Distribuție
- Erwin Geschonneck – Ewald Honig
- Angelica Domröse – Ina
- Monika Gabriel – Johanna Farkas
- Armin Mueller-Stahl – dr. Achim Engelhardt
- Marianne Wünscher – dna. Müller
- Erika Dunkelmann – dna. Schlosser
- Carola Braunbock – dna. Holzmeyer
- Friedo Solter – căpitanul Pahl
- Willi Narloch – Koffer-Ede
- Hannes Fischer – dr. Schießer
- Willi Schwabe – dr. Härtel
- Ivan Malré – Günti Schwalbe
- Jürgen Reuter – Wolfgang
- Joachim Bober – locotenentul Liebrecht
- Edwin Marian – Pisurschke
- Herbert Köfer – colegul Lenz
- Hans Hardt-Hardtloff – benzinarul
- Heinz Scholz – un mecanic auto
- Ernst-Georg Schwill – un mecanic auto
- Gerd E. Schäfer – un fotograf
- Ralph Borgwardt – judecătorul
- Gertrud Brendler – Anna Vogel
- Thea Elster – dna. Schwalbe
- Dorothea Volk – dna. Härtel
- Barbara Dittus – recepționera
- Joachim Tomaschewsky – vizitatorul din vest
- Myriam Sello-Christian – vizitatoarea din vest
- Hans-Edgar Stecher – șoferul lui Pahls
- Otmar Richter – un polițist
- Rudi Kirchhoff – un polițist
- Karin Waterstraat – secretara lui Pahls
- Traute Sense – o damă
- Detlef Witte – polițistul de la circulație
- Wolf Goette – lordul englez
- Krista-Sigrid Lau – funcționara de la bancă
- Ursula Mundt – o funcționară de la bancă
- Sabine Thalbach – o angajată
- Sonja Hörbing – dna. Pahl
- Alexander Papendiek – polițistul
- Aurora Pan – o altă damă
- Horst-Günther Fiegler – un domn
- Winfried Glatzeder – Udo
- Rolf Ripperger – naratorul